# Nowa Wieś (powiat bytowski)
Nowa Wieś (kaszub. Nowo Wies) – wieś kaszubska w Polsce na zachodnim skraju Pojezierza Kaszubskiego położona w województwie pomorskim, w powiecie bytowskim, w gminie Parchowo. Wieś jest siedzibą sołectwa Nowa Wieś w którego skład wchodzi również Baranowo. Na południe od Nowej Wsi znajduje się otoczony lasami rezerwat przyrody Jeziorka Chośnickie.
W latach 1975–1998 miejscowość administracyjnie należała do województwa słupskiego.

## Historia
Do 1918 miejscowość znajdowała się pod administracją zaboru pruskiego. Przed 1945 miejscowość nosiła nazwę niemiecką Neudorf. Po I wojnie światowej Nowa Wieś stała się niemiecką miejscowością graniczną (granica polsko-niemiecka przebiegała wschodnimi krańcami wsi do 1 września 1939).